# Santiuste (Guadalajara)
Santiuste es un municipio y localidad española de la provincia de Guadalajara, en la comunidad autónoma de Castilla-La Mancha. El término municipal tiene una población de 16 habitantes (INE 2024).

## Geografía
Santiuste está situada en la Sierra norte de Guadalajara, a pocos kilómetros de los municipios de Atienza, Jadraque y Sigüenza. Se ubica en la Ruta de la Lana, entre Huérmeces del Cerro y Riofrío del Llano, a orillas del río Regacho y muy próximo al embalse del Atance. Además se encuentra en la ruta Camino del Cid.

## Historia
Hacia mediados del siglo XIX, el lugar tenía contabilizada una población de 100 habitantes. La localidad aparece descrita en el decimotercer volumen del Diccionario geográfico-estadístico-histórico de España y sus posesiones de Ultramar de Pascual Madoz de la siguiente manera:

SANTIUSTE: l. con ayunt. en la prov. de Guadalajara (9 leg.), part jud. y dióc. de Sigüenza (2), aud. terr. de Madrid (19), c. g. de Castilla la Nueva: sit. en llano al pie de unos cerros y combatido principalmente por los vientos del N.; su clima es frio , y las enfermedades mas comunes fiebres intermitentes, dolores de costado y pulmonías: tiene 42 casas; la consistorial; escuela de instruccion primaria frecuentada por 10 alumnos de ambos sexos; una fuente de buenas aguas; una igl. parr. (La Transfiguracion del Señor) servida por un cura y un sacristan; el cementerio se halla fuera de la pobl., á corta dist. de la misma. térm.: confina con los de Cardeñosa, El Atance, Huermeces y Rebollosa; dentro de él se encuentran varias fuentes y una ermita (La Soledad): el terreno es áspero y de mediana calidad; comprende varios prados naturales, 1 arboleda de álamo negro, 1 plantío de chopos, 1 monte de matá baja de encina y aliagas, y una dehesa para pastar los ganados de labor; atraviesa el térm. un pequeño arroyo que llaman el Reatillo, sobre el que hay un puente: caminos, los que dirigen á los pueblos limitrofes en mal estado, por la escabrosidad del terreno: correo, se recibe y despacha en la cab. del part. prod.: trigo comun, centeno, cebada, avena, patatas, judias , garbanzos y otras legumbres, leñas de combustible, algunas maderas de construccion, y buenos pastos con los que se mantiene ganado lanar, cabrio, vacuno, mular, asnal y de cerda; hay caza de perdices, palomas y en su tiempo codornices; pesca de barbos pequeños: ind.: la agrícola y un molino harinero: pobl.: 30 vec., 100 alm. cap. prod.: 874,400 rs. imp.: 43,720. contr. 2,728.
(Madoz, 1849, p. 840)

## Demografía
Santiuste cuenta con una población de 16 habitantes (INE 2024).
| Gráfica de evolución demográfica de Santiuste entre 1842 y 2021                                                     |
| |
| Población de derecho según los censos de población del INE Población de hecho según los censos de población del INE |

## Patrimonio
En la localidad hay una iglesia bajo la advocación de la Transfiguración del Señor, de estilo románico. También hay un museo etnográfico y una forja y una fuente situada en el centro del pueblo.

## Fiestas
Celebra sus fiestas la última semana de julio en honor a san Salvador. Es tradicional el desayuno del domingo último de las fiestas donde todos los jóvenes acuden después de una noche de fiesta. Suele entregarse una taza de chocolate con churros, o bien, pueden repartirse los dulces hechos por los pueblerinos que participan en los numerosos concursos.